# 最高人民法院新闻局
最高人民法院新闻局，位于北京市东城区东交民巷27号，是中华人民共和国最高人民法院内设机构。

## 沿革
2013年11月，最高人民法院为促进新闻宣传工作专门化、职业化、规范化，设立最高人民法院新闻局。
2019年1月，经中央机构编制委员会办公室批准，撤销最高人民法院新闻局，将有关职责划入最高法办公厅。最高人民法院办公厅加挂最高人民法院新闻局牌子。

## 职能
根据有关规定，最高人民法院新闻局承担下列职责：
1. 主要负责制定人民法院新闻宣传工作方针政策；
2. 负责最高人民法院新闻宣传工作；
3. 负责指导地方各级人民法院新闻宣传工作。

## 历任领导
| 局长 | 副局长 - 孙军工（2013年11月—2016年，副局长主持工作，兼新闻发言人） - 陈海发（2013年11月—2015年12月21日逝世） - 林文学（2017年—，政治部副主任兼） - 吴国丹（2017年—） |